# 乌里 (匈牙利)
乌里，是匈牙利佩斯州所辖的一个村。总面积22.19平方公里，总人口2682，人口密度120.9人/平方公里（2011年1月1日）。